# بي جاي تيلر
بي جاي تيلر (بالإنجليزية: B. J. Tyler)‏ مواليد 30 أبريل 1971 في غالفستون، هو لاعب كرة سلة أمريكي معتزل. بدأ مسيرته الاحترافية في سنة 1994. تم اختياره من قبل فريق فيلادلفيا سفنتي سيكسرز خلال الدرافت. يحمل الرقم 1. يبلغ طوله 6 قدم 1 بوصة (1.9 م). اعتزل اللعب في 1995.

## روابط خارجية
- بي جاي تيلر على موقع إن بي أي (الإنجليزية)
- بي جاي تيلر على موقع سبورتس رفرنس (الإنجليزية)
- بي جاي تيلر على موقع كلية كرة السلة في سبورتس رفرنس.كوم (الإنجليزية)
- بي جاي تيلر على موقع ريلجم (الإنجليزية)
- بي جاي تيلر على موقع بروبوليرز (الإنجليزية)